# Acosmium diffusissimum
Acosmium diffusissimum  es una especie botánica de fanerógama de las leguminosas de la subfamilia Faboideae. Es originaria de  Brasil. 

## Taxonomía
Acosmium diffusissimum fue descrita por (Mohlenbr.) Yakovlev y publicado en Notes from the Royal Botanic Garden, Edinburgh 29(3): 350. 1969.
Sinonimia
- Sweetia diffusissima Mohlenbr.	[2][3]